# Duellen i Cheyenne
Duellen i Cheyenne (originaltitel: The Cheyenne Social Club) är en amerikansk westernfilm från 1970 i regi av Gene Kelly, med James Stewart och Henry Fonda i huvudrollerna.
Den svenska titeln torde referera till Duellen i Firecreek från 1968, som också hade Stewart och Fonda i rollerna.

## Handling
John O'Hanlan (James Stewart) och hans kompis Harley Sullivan (Henry Fonda) arbetar som cowboys nere i Texas. En dag får John veta att hans bror, som han inte hört av på flera år, har dött och att John har ett arv att uthämta. Tillsammans med sin vän beger sig John iväg för att inkassera arvet, och chocken blir stor när det visar sig att den förlorade brodern har lämnat en bordell efter sig.

## Rollista
- James Stewart – John O'Hanlan
- Henry Fonda – Harley Sullivan
- Shirley Jones – Jenny
- Sue Ane Langdon – Opal Ann
- Elaine Devry – Pauline
- Jackie Russell – Carrie Virginia
- Jackie Joseph – Annie Jo
- Sharon DeBord – Sara Jean
- Robert Middleton – Barkeep
- Robert J. Wilke – Corey Bannister
- Dabbs Greer – Jedediah W. Willowby